# Chaetocnema tibialis
Chaetocnema tibialis, també conegut com a puçot o saltricó, és una espècie de coleòpter de la família Chrysomelidae. Mesura entre 1,5 i 2 mm, és de forma ovalada i color fosc i brillant, amb reflexos metàl·lics. El seu nom popular ve del fet que realitza salts molt grans i ràpids quan hom s'hi acosta. És una plaga important per la remolatxa a diversos països del sud d'Europa i Turquia. Cal tenir en compte que un altre crisomèlid, Phyllotreta nemorum, també és congeut popularment com a puçot o saltricó.

## Història natural
És una plaga sobretot per la remolatxa, la bleda o plantes de la família de les amarantàcies, cultius dels que s'alimenta especialment quan les plantes són joves, i que pot arribar a matar si els atacs són prou severs.
Els adults viuen al sòl i durant la primavera ponen ous vora les plantes de les que s'alimenten. Les larves emergents s'alimenten d'aquestes plantes, causant a les fulles un gran nombre de petits forats, característics de l'atac d'aquesta plaga. Acostumen a produir diverses generacions anuals, i estan inactius durant l'estiu.
El control d'aquesta plaga es pot realitzar a partir d'azadiractina (un terpenoid present a les llavors de neem), o també a partir de imidacloprid (un neonicotinoide), entre d'altres.
S'està començant a emprar microsporidis del gènere Nosema com a mètode de control biològic.

## Distribució geogràfica
La distribució geogràfica d'aquesta espècie són els països mediterranis i Europa del sud, el Caucas, Àsia central, i sud de Sibèria. És una plaga important per la remolatxa a diversos països europeus del sud i Turquia.